# Неоплазма
Неоплазма (од антгрч.  — „nov” i  — „формирање, креација”) или новотворина, или тумор, је абнормална израслина ткива. Ови абнормални израштаји обично, мада не увек, формирају масу.
Светска здравствена организација класификује неоплазма у четири главне групе: бенигне неоплазме, ин ситу неоплазме, малигне неоплазме, и неоплазме неизвесног или непознатог понашања. Малигна неоплазма је канцер.
Пре абнормалног раста (познатог као неоплазија), ћелије често подлежу абнормалном обрасцу раста, као што је метаплазија или дисплазија.
Међутим, метаплазија или дисплазија не напредују увек до неоплазије. Раст неопластичних ћелија премашује, и није координиран са растом нормалних ткива око њих. Раст се истрајно наставља у истом маниру прекомерном, чак и након престанка стимулуса. То обично узрокује настанак чворчића или тумора.